# Alle Sprookjes van de Lage Landen
De in 1985 verschenen bundel Alle Sprookjes van de Lage Landen van Eelke de Jong en Hans Sleutelaar bevat 500  volksverhalen.. Het gaat om sagen, legenden en sprookjes die in de Lage Landen eeuwenlang mondeling zijn overgeleverd en pas later opgeschreven.